# Manuae (Gesellschaftsinseln)
Manuae (auch als Scilly, Putai, oder Fenua ura bekannt) ist ein Atoll der Gesellschaftsinseln in Französisch-Polynesien und gehört politisch zur Gemeinde Maupiti. Es ist die westlichste der „Inseln unter dem Winde“, einer Untergruppe der Gesellschaftsinseln. Es befindet sich 550 km westlich von Papeete und 350 km westlich von Bora Bora. Das Atoll hat einen Durchmesser von etwa 11 km. Die Fläche des trockenen Landes beträgt 4 km². 
Der erste Europäer, der die Insel entdeckte, war der Brite Samuel Wallis 1767. Die Reste des zu dieser Zeit gegründeten Dorfes existieren immer noch auf dem nördlichen Teil der Insel. Nach der Volkszählung von 2007 hat das Atoll 24 Einwohner, davon 8 Frauen. Es gibt weder Schiff- noch Flugverbindungen zu anderen Inseln.
Die „Compagnie Française de Tahiti“, die Besitzerin des Atolls, pflanzte um 1920 circa 57.000 Kokosnussbäume an. Es wurden bis zu 70 Tonnen Kopra pro Jahr hergestellt. Die Plantage existiert nicht mehr. Die Lagune ist 1992 zum Naturschutzgebiet erklärt worden.
Auf dem Atoll Scilly sind viele Arten von Schildkröten beheimatet. Sie kommen jährlich zur Eiablage an den Strand. Da das Korallenriff des Atollrings geschlossen ist, sind die Austausche zwischen der Lagune und dem Ozean begrenzt. In der Lagune leben eine Anzahl an seltenen Spezies. Riesige Muschelbänke sind auch vorhanden (allein 3–4 Millionen Austern).